# Karol Świerczewski
Karol Wacław Świerczewski, poljski general, * 1897, † 1947. Bile je namestnik vojnega ministra; padel je v spodadu z nekdanjimi enotami poljske Armie krajowe, ki so po 2 .svetovni voni nadaljevale odpor proti prokomunistični oblasti. 